# Mallada caesus
Mallada caesus är en insektsart som först beskrevs av Navás 1929.  Mallada caesus ingår i släktet Mallada och familjen guldögonsländor. Inga underarter finns listade i Catalogue of Life.